# Фат Майк
Фат Майк (на английски: Fat Mike), псевдоним на Майкъл Джон Бъркет, е вокалист на скейт-пънк групата NOFX, също така и басист в Me First and the Gimme Gimmes. Преди основаването на NOFX през 1983 е свирил в групата False Alarm. Той е собственик на Motor Studios в Сан франциско и основател на Fat Wreck Chords (заедно със съпругата си Ерин) през 1990.